# Martin McDonagh
Martin Faranan McDonagh (Camberwell, Londres, 26 de marzo de 1970) es un director de cine y dramaturgo británico-irlandés. Fue conocido en sus inicios por la gran brutalidad y estilo cinematográfico de algunas de sus piezas teatrales. Se considera que cultiva una vertiente extrema del teatro de la crueldad, conocida como in-yer-face, que destaca el aspecto violento y grotesco de las obras para captar la atención del espectador.

## Biografía
Nacido en Inglaterra de padres irlandeses, Martin McDonagh se vio obligado a dejar sus estudios y a buscarse la vida desde los 16 años, cuando sus progenitores regresaron a Irlanda y le dejaron en Londres junto con su hermano mayor (el guionista John McDonagh). Subsistió a base de ayudas sociales y de pequeños trabajos, mientras soñaba con dedicarse a la literatura y escribía obras para la radio y la televisión que no eran aceptadas. En 1994-95, empieza a crear las obras de teatro que le llevarían a la fama.
En verano, se reunía con sus padres en Galway (Irlanda), donde éstos vivían, unas vacaciones que le permitieron familiarizarse con el dialecto local. Lo empleará en muchas de sus obras para ironizar y enfatizar no solamente el aspecto de la vida rural irlandesa, sino también su particular poesía.

## Obras teatrales

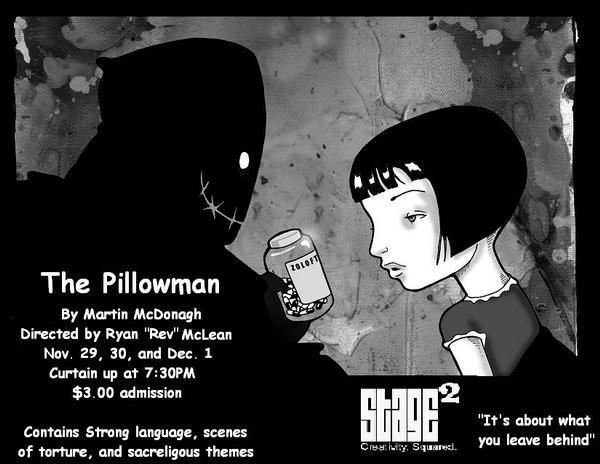
Cartel de The Pillowman, en una producción de la compañía teatral Stage 2, de la Universidad del Sur de Utah, Estados Unidos.

En 1996, su ópera prima, La reina de belleza de Leenane (The Beauty Queen of Leenane), le valió el premio del Círculo de la Crítica Teatral británica al dramaturgo más prometedor del año. Esta obra inicia un ciclo de obras ambientadas en el Condado de Galway, que le ganaron el favor del público y la crítica. Una primera trilogía titulada The Leenane Trilogy incluye A Skull in Connemara y The Lonesome West, ambas escritas en 1997. Las tres obras fueron coproducidas por el Royal Court Theatre de Londres y el Druid Company Theatre de Galway, y La reina de belleza de Leenane fue nominada al Premio Tony a la mejor obra teatral en 1998.
Su segunda trilogía irlandesa es The Aran Islands Trilogy. Ambientada en unos islotes frente a la costa de Galway, se compone de The Cripple of Inishmaan (1997), The Lieutenant of Inishmore (2001) y The Banshees of Inisheer (esta última nunca fue editada porque McDonagh la considera «not good enough» («no lo bastante buena»). La primera de estas piezas se estrenó el año de su publicación en el Royal National Theatre (Cottesloe) de Londres y la segunda —una comedia negra acerca de un terrorista expulsado del IRA por su brutalidad que de vuelta a su pueblo toma una sangrienta represalia contra quienes han asesinado a su gato—, en la Royal Shakespeare Company en Londres en 2001.
Su obra más famosa hasta la fecha, El hombre almohada (The Pillowman) (2003), es la primera pieza «no irlandesa». Se estrenó el mismo año en el Royal National Theatre, y el actor Jeff Goldblum fue uno de los protagonistas del montaje del Booth Theater de Broadway, en 2005. Trata de un escritor detenido por la policía en un Estado totalitario debido a que sus cuentos se relacionan con asesinatos de niños. Carentes de pruebas contundentes, sus interrogadores pretenden ejecutarlo extrajudicialmente. Los cuentos —algunos de los cuales son puestos en escena— sorprenden por los atroces maltratos y asesinatos que son infligidos en escena a niños. Fue galardonada en 2004 con los premios Laurence Olivier y el del Círculo de la Crítica de Nueva York a la mejor obra extranjera, así como con el Tony 2005 al mejor texto teatral.
En aquella época, Martin McDonagh era dramaturgo residente del National Theatre de Londres.
A Behanding in Spokane, comedia negra estrenada en 2010 en el Schoenfeld Theatre de Broadway, es la primera pieza de McDonagh ambientada en Estados Unidos.

## Películas

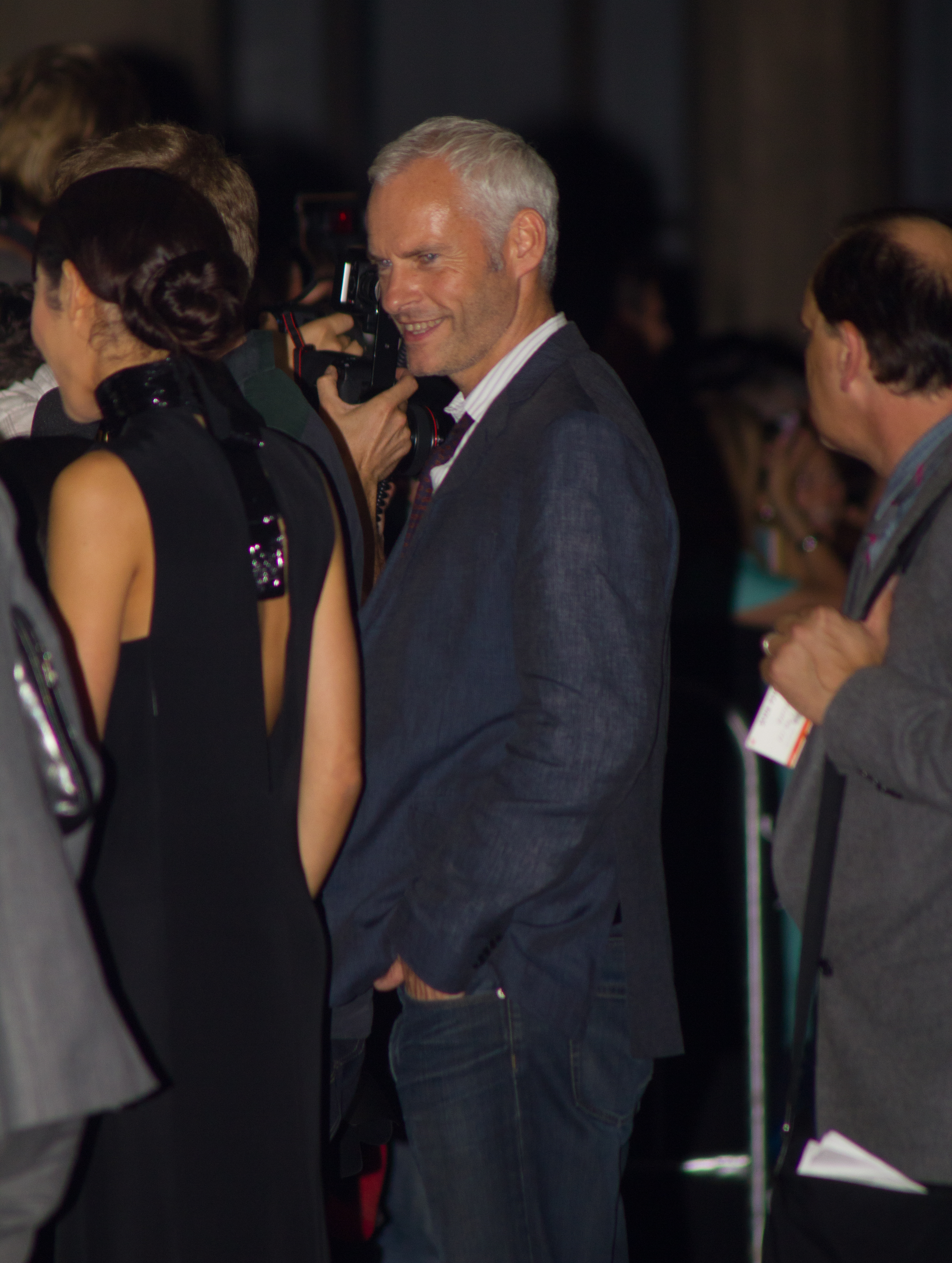
McDonagh en el Festival de Cine de Toronto de 2012.

En el 2005 hizo su primera incursión en el cine con el cortometraje Six Shooter. Trata de un hombre que viaja en tren a su casa unas horas después de la muerte de su esposa, y que se encuentra en el vagón con un joven extraño que resulta ser un psicópata. El filme obtuvo el Óscar al mejor cortometraje en 2006.
Su primer largometraje, In Bruges (Escondidos en Brujas), abrió el Festival de Sundance en enero de 2009, ganó el premio BAFTA al mejor guion, fue nominado al Oscar en la misma categoría y Colin Farrell se llevó el Globo de Oro al mejor actor de comedia. Está protagonizado por Colin Farrell, Brendan Gleeson y Ralph Fiennes. Más tarde volvió a trabajar con Colin Farrell en la película Seven Psychopaths estrenada en 2012, con Woody Harrelson, Sam Rockwell y Christopher Walken.
En 2017, McDonagh escribió y dirigió la película dramática Three Billboards Outside Ebbing, Missouri, protagonizada por Frances McDormand, Woody Harrelson y Sam Rockwell, que se estrenó en el Festival de Cine de Venecia el 4 de septiembre y ganó el premio People's Choice Award en el Festival Internacional de Cine de Toronto el 17 de septiembre de 2017. Three Billboards ganó cuatro premios en los Globos de Oro de 2017, incluido el de mejor guion para McDonagh. Martin McDonagh recibió también nominaciones al Premio de la Academia a mejor película y mejor guion original por la película.

## Opiniones sobre su obra
Martin McDonagh ha declarado que las obras de dramaturgos como Shakespeare y Antón Chéjov le parecen aburridas y tiene la misma opinión de buena parte del teatro existente. Ha manifestado en cambio su admiración por Harold Pinter y Quentin Tarantino, que han influido en él, junto con la violencia cotidiana dispensada por los medios de comunicación.[cita requerida] Destaca además su frecuente uso del humor negro. Se tiende a considerar que su obra es una extraña fusión entre la de John Millington Synge, Pinter, David Mamet, y las comedias televisadas británicas.[cita requerida]
Se ha criticado que la excesiva violencia de sus piezas tienda más a golpear sentimientos primarios del público que a llevar a una reflexión más elaborada, y que su técnica apela en exceso a este recurso para ganar la atención de los espectadores.[cita requerida]
Preguntado sobre el estilo de sus diálogos, Martin McDonagh declaró:

«Son diálogos que intentan reflejar la manera en la que hablamos de verdad. Si apuntásemos todo lo que decimos a lo largo de un día, parecería de locos. Es muy difícil hacer eso en una obra, pero intenté reproducir esa especie de locura del discurso.»

Martin McDonagh se ha convertido en el autor anglosajón más representado en América del Norte después de Shakespeare. Sus piezas se han estrenado en 39 países y en 29 idiomas.

## Filmografía

### Películas
| Año  | Película                                  | Director | Productor | Escritor | Crítica | Notas               |
| ---- | ----------------------------------------- | -------- | --------- | -------- | ------- | ------------------- |
| 2000 | The Second Death                          |          | Sí        |          | -       | Productor ejecutivo |
| 2004 | Six Shooter                               | Sí       |           | Sí       | -       | Cortometraje        |
| 2008 | In Bruges                                 | Sí       | Sí        | Sí       | 84%     | Debut como Director |
| 2011 | The Guard                                 |          | Sí        |          | 94%     | Productor ejecutivo |
| 2012 | Seven Psychopaths                         | Sí       | Sí        | Sí       | 83%     |                     |
| 2017 | Three Billboards Outside Ebbing, Missouri | Sí       | Sí        | Sí       | 90%     |                     |
| 2022 | The Banshees of Inisherin                 | Sí       | Sí        | Sí       | 97%     |                     |

## Colaboradores recurrentes
| Actores         | Six Shooter (2004) | In Bruges (2008) | Seven Psychopaths (2012) | Three Billboards Outside Ebbing, Missouri (2017) | The Banshees of Inisherin (2022) |
| --------------- | ------------------ | ---------------- | ------------------------ | ------------------------------------------------ | -------------------------------- |
| Brendan Gleeson | ✘                  | ✘                |                          |                                                  | ✘                                |
| Colin Farrell   |                    | ✘                | ✘                        |                                                  | ✘                                |
| Sam Rockwell    |                    |                  | ✘                        | ✘                                                |                                  |
| Željko Ivanek   |                    | ✘                | ✘                        | ✘                                                |                                  |
| Abbie Cornish   |                    |                  | ✘                        | ✘                                                |                                  |
| Woody Harrelson |                    |                  | ✘                        | ✘                                                |                                  |

## Premios y distinciones
Premios Óscar
| Año  | Categoría            | Película                                  | Resultado |
| ---- | -------------------- | ----------------------------------------- | --------- |
| 2006 | Mejor cortometraje   | Six Shooter                               | Ganador   |
| 2009 | Mejor guion original | In Bruges                                 | Nominado  |
| 2023 | Mejor película       | The Banshees of Inisherin                 | Nominado  |
| 2023 | Mejor guion original | The Banshees of Inisherin                 | Nominado  |
| 2023 | Mejor director       | The Banshees of Inisherin                 | Nominado  |
| 2018 | Mejor película       | Three Billboards Outside Ebbing, Missouri | Nominado  |
| 2018 | Mejor guion original | Three Billboards Outside Ebbing, Missouri | Nominado  |

Festival Internacional de Cine de San Sebastián
| Año  | Categoría          | Película                     | Resultado |
| ---- | ------------------ | ---------------------------- | --------- |
| 2017 | Premio del Público | Tres anuncios en las afueras | Ganador   |

## Libros sobre Martin McDonagh
- Lilian Chambers & Eamonn Jordan, The Theatre of Martin McDonagh: A World of Savage Stories, Carysfort Press, Dublín, 2006
- Richard Rankin Russell, Martin McDonagh, A Casebook, Routledge, 2007, ISBN 978-0-415-97765-4